# Mariusz Sordyl
Mariusz Sordyl est un ancien volleyeur international Polonais, né le 27 novembre, 1969 à Andrychów (Pologne), il évoluait au poste d'attaquant, et mesure 2 m.
Il partage sa carrière entre les championnats Français et Polonais.
Il remporte la médaille d'argent lors de l'Universiade d'été de 1993 avec la sélection universitaire polonaise.
À la suite de sa retraite de joueur en 2004, il devient dans un premier temps entraîneur adjoint du club de l'AZS Olzstyn, club présidé par son ancien coéquipier à l'Avignon Volley-Ball, Mariusz Szyszko,  avant d'en devenir l'entraineur principal entre 2008 et 2010.
En 2011, il prend en charge l'équipe junior de Pologne, avant de s'engager avec le club champion de Roumanie du CVM Remat Zalău avec lequel il dispute la ligue des champions.

## Palmarès
- Coupe de Pologne (3)
  - Vainqueur : 1991, 1992, 1995,
- Coupe de France
  - Finaliste : 1997